# Episodi di Desperate Housewives (settima stagione)
La settima stagione di Desperate Housewives, composta da 23 episodi, è stata trasmessa sul canale statunitense ABC dal 26 settembre 2010 al 15 maggio 2011, il finale di stagione negli USA è composto da un doppio episodio.
In Italia la settima stagione è stata trasmessa in prima visione dal 24 novembre 2010 al 13 luglio 2011 su Fox Life.
In chiaro la settima stagione è iniziata il 1º febbraio 2012 su Rai 2 che ha trasmesso soltanto i primi tre episodi cancellandola subito a causa dei bassi ascolti. L'intera stagione è stata poi trasmessa dall'8 settembre al 24 novembre 2012 in prima serata su Rai 4.
L'attrice Vanessa L. Williams entra a far parte del cast principale nel ruolo di Renee Perry.
Mark Moses, interprete del personaggio di Paul Young, viene riaggiunto al cast regolare.
I principali antagonisti sono Paul Young, Felicia Tillman e Alejandro Perez.
| nº | Titolo originale                          | Titolo italiano                    | Prima TV USA      | Prima TV Italia  |
| -- | ----------------------------------------- | ---------------------------------- | ----------------- | ---------------- |
| 1  | Remember Paul?                            | Le brutte notizie viaggiano veloci | 26 settembre 2010 | 24 novembre 2010 |
| 2  | You Must Meet My Wife                     | Incurabili dolori                  | 3 ottobre 2010    | 1º dicembre 2010 |
| 3  | Truly Content                             | La ricerca della felicità          | 10 ottobre 2010   | 8 dicembre 2010  |
| 4  | The Thing That Counts is What's Inside    | La borsa dei desideri              | 17 ottobre 2010   | 15 dicembre 2010 |
| 5  | Let Me Entertain You                      | Scelte pericolose                  | 24 ottobre 2010   | 22 dicembre 2010 |
| 6  | Excited and Scared                        | Paure                              | 31 ottobre 2010   | 12 gennaio 2011  |
| 7  | A Humiliating Business                    | Umiliazioni                        | 7 novembre 2010   | 19 gennaio 2011  |
| 8  | Sorry Grateful                            | Opportunità                        | 14 novembre 2010  | 26 gennaio 2011  |
| 9  | Pleasant Little Kingdom                   | Il buon vicinato                   | 5 dicembre 2010   | 2 febbraio 2011  |
| 10 | Down the Block There's a Riot             | Rivolta di quartiere               | 12 dicembre 2010  | 9 febbraio 2011  |
| 11 | Assassins                                 | Nemici                             | 2 gennaio 2011    | 16 febbraio 2011 |
| 12 | Where Do I Belong                         | Solitudine                         | 9 gennaio 2011    | 23 febbraio 2011 |
| 13 | I'm Still Here                            | Rimpianti                          | 16 gennaio 2011   | 4 maggio 2011    |
| 14 | Flashback                                 | Ombre del passato                  | 13 febbraio 2011  | 11 maggio 2011   |
| 15 | Farewell Letter                           | Andare via                         | 20 febbraio 2011  | 18 maggio 2011   |
| 16 | Searching                                 | Il senso della vita                | 6 marzo 2011      | 25 maggio 2011   |
| 17 | Everything's Different, Nothing's Changed | Cambiamenti                        | 3 aprile 2011     | 1º giugno 2011   |
| 18 | Moments in the Woods                      | Una serie fortunata                | 17 aprile 2011    | 8 giugno 2011    |
| 19 | The Lies Ill-Concealed                    | False verità                       | 24 aprile 2011    | 15 giugno 2011   |
| 20 | I'll Swallow Poison on Sunday             | Buone azioni                       | 1º maggio 2011    | 22 giugno 2011   |
| 21 | Then I Really Got Scared                  | Momenti di paura                   | 8 maggio 2011     | 29 giugno 2011   |
| 22 | And Lots of Security...                   | Difesa personale                   | 15 maggio 2011    | 6 luglio 2011    |
| 23 | Come on Over for Dinner                   | Serata da ricordare                | 15 maggio 2011    | 13 luglio 2011   |

## Le brutte notizie viaggiano veloci
- Titolo originale: Remember Paul
- Diretto da: David Grossman
- Scritto da: Marc Cherry

### Trama
Wisteria Lane è sotto shock dall’inaspettato ritorno di Paul, scarcerato dopo la scoperta che Felicia Tillman, del cui presunto omicidio fu incastrato dalla stessa, è ancora viva e vegeta. Felicia viene arrestata, mentre Paul, ora inquilino in casa di Susan e Mike, desta le prime preoccupazioni nel quartiere. Intanto, Susan, Mike ed MJ arrivano nel loro nuovo appartamento, amministrato da Maxine Rosen. Susan scopre che Maxine gestisce un’attività softcore nella quale donne avvenenti si esibiscono in biancheria intima, e rifiuta disgustata la proposta di Maxine di entrare nel suo business, ma quando Mike le prospetta l’idea di partire per un lavoro in Alaska, Susan si fa assumere senza dir nulla al marito. Lynette ospita in casa una sua vecchia amica dai tempi dell’università, Renee Perry, maritata con il ricco Doug Perry, un famoso giocatore di football americano. Tra Lynette e Renee sussiste un rapporto composto da continue punzecchiate reciproche, che oltrepassano il limite dopo che Renee scredita lo stile di vita a cui si è ridotta Lynette, ma poi confesserà a quest’ultima di non starsela passando altrettanto bene, poiché Doug l’ha tradita e sta per divorziare. Un'altra che sta facendo i conti con un divorzio è Bree, che ormai non è più la moglie di Orson, il quale ritira i suoi ultimi oggetti personali e lascia Wisteria Lane in compagnia della sua fisioterapista. Pur di dedicarsi ad un nuovo progetto, Bree decide di ristrutturare casa sua, perciò si rivolge al giovane manovale Keith. Nel frattempo, a distanza di 10 anni, Gabrielle viene a sapere da Bree dell’identità di colui che guidava l’auto che ha travolto sua suocera Juanita, vale a dire Andrew, ma ha paura della reazione che potrebbe avere Carlos, e sceglie di non parlargliene ancora. Dal canto suo, anche Carlos nasconde un segreto a Gabrielle; infatti, l’ospedale contatta Carlos, comunicandogli che la defunta Teresa Pruitt, durante i suoi anni di servizio da infermiera, aveva accidentalmente scambiato sua figlia con un'altra alla nascita, e quindi Juanita non è davvero frutto di Gabrielle e Carlos, ma Carlos non intende dirlo alla moglie, altrimenti ne morirebbe. Paul chiede a Lee, suo agente immobiliare, di attivare le pratiche per riacquistare la sua vecchia abitazione, venduta dai Bolen, e, frattanto, Felicia dichiara di avere qualcuno a Wisteria Lane con cui poter farla pagare cara a Paul.
- Guest star: Charlie Carver (Porter Scavo), Joshua Logan Moore (Parker Scavo), Darcy Rose Byrnes (Penny Scavo), Madison De La Garza (Juanita Solis), Mason Vale Cotton (M.J. Delfino), Kyle MacLachlan (Orson Hodge), Steven Culp (Rex Van de Kamp), Brian Austin Green (Keith Watson), Lainie Kazan (Maxine Rosen), Harriet Sansom Harris (Felicia Tilman), Max Carver (Preston Scavo), Christine Estabrook (Martha Huber), Kevin Symons (Jack Pinkham).
- Ascolti USA: telespettatori 13.059.000 – share 12%[4]

## Incurabili dolori
- Titolo originale: You Must Meet My Wife
- Diretto da: Larry Shaw
- Scritto da: Dave Flebotte

### Trama
Paul introduce ai vicini di casa la sua nuova moglie, Beth Young, una ragazza semplice e ingenua, ma i rapporti tra di loro appaiono piuttosto freddi e distaccati, soprattutto perché Beth si astiene dal fare l’amore con Paul. Susan comincia a lavorare per Maxine, che l’aiuta a superare la sua iniziale insicurezza. Dopo essere stata quasi beccata da Mike, Susan finge che i soldi guadagnati provengano dalla bigiotteria che sta fabbricando. Intanto, Bree, distratta dalle sue fantasie sessuali su Keith, urta per sbaglio Juanita con l’auto, mandandola dritta all’ospedale, dove Gabrielle scopre da un’infermiera che il gruppo sanguigno di Juanita non coincide con il suo e quello di Carlos. La paura di Gabrielle che Juanita possa essere nata da una sua ipotetica relazione di 8 anni prima viene eliminata quando Carlos, ormai costretto, le rivela che la bambina non è davvero loro figlia. Bree, avendo parecchi anni di differenza con Keith, decide di licenziarlo, ma Karen le consiglia di vivere a pieno la sua vita senza preoccuparsi dell’età, così Bree implora Keith di ritornare a lavorare da lei. Nel frattempo, a Tom viene diagnosticata una forma di depressione postparto dovuta alla sua età avanzata per poter essere di nuovo padre di una neonata, ma Lynette non ci fa tanto caso, perciò Tom trova consolazione parlando con Renee. Lynette, però, si arrabbia con Renee per essersi intromessa nel loro matrimonio, ma la stessa Renee riesce a convincerla a prestare più attenzione allo stato di salute mentale di Tom. Il giorno seguente, Renee annuncia a Lynette di aver acquistato la casa un tempo appartenuta a Edie, ma Tom non è molto contento, in quanto teme che Lynette possa eventualmente scoprire di una relazione tra lui e Renee avuta anni addietro.
- Guest star: Charlie Carver (Porter Scavo), Darcy Rose Byrnes (Penny Scavo), Madison De La Garza (Juanita Solis), Mason Vale Cotton (M.J. Delfino), Shawn Pyfrom (Andrew Van de Kamp), Emily Bergl (Beth Young), Brian Austin Green (Keith Watson), Lainie Kazan (Maxine Rosen), Amy Pietz (Madeline).
- Ascolti USA: telespettatori 13.234.000 – share 12%[5]

## La ricerca della felicità
- Titolo originale: Truly Content
- Diretto da: Tara Nicole Weyr
- Scritto da: Matt Berry

### Trama
Le casalinghe invitano Beth ad unirsi alle loro partite di poker per spillarle informazioni su di lei e Paul. Beth si accorge immediatamente della mancanza di fiducia che i vicini ripongono in Paul, causata dai loro sospetti sull’omicidio ancora irrisolto di Martha Huber. Intanto, Susan è diventata così brava nel suo lavoro da ricevere un bonus extra da Maxine, ma ciò attira le antipatie di Stacey Strauss, una sua “collega” che, invidiosa della promozione di Susan, le ruba una delle sue mosse per gli spettacoli online, perciò Susan s’intrufola nel suo appartamento e le manomette l’aspirapolvere per farle fare una figuraccia alla prossima diretta. Stacey si rivolta contro Susan, ma poi Maxine la obbliga a chiederle scusa, mentre Susan teme che questo suo lavoro possa durare più del previsto. Nel frattempo, Lynette disapprova la decisione del medico di Tom di prescrivergli della marijuana con cui combattere la sua depressione, così sostituisce l’erba con l’origano. Non sapendo dello scambio, Tom è convinto di essere completamento fatto ed euforico, finché Carlos non gli segnalerà del tranello di cui è stato vittima. Pur prendendosela con Lynette, Tom la perdona perché l’effetto placebo della moglie gli ha confermato di poter essere felice anche senza ricorrere ad alcun tipo di medicinale. Bree si sta sempre più invaghendo di Keith, ma quando scopre che è fidanzato con un'altra, Bree accetta l’invito a uscire di Renee per rimettersi sul mercato ed accalappiare un uomo. In un locale, Bree e Renee incrociano Keith, appena mollato dalla sua ragazza, e Renee ne approfitta per provarci con lui, stimolando la gelosia di Bree, la quale rovina il loro appuntamento con un colpo basso. Renee promette quindi a Bree di vendicarsi. Gabrielle e Carlos firmano la rinuncia a intentare azioni legali contro la negligenza dell’ospedale per lo scambio delle bambine, ma Gabrielle, non volendo vivere domandandosi in eterno chi possa essere la sua vera figlia, chiede a Bob di ingaggiare un investigatore privato per rintracciarla. Carlos, scoperto il tutto, s’infuria con Gabrielle, poiché sta rischiando di devastare la loro famiglia e quella dell’altra bambina. 
- Guest star: Joshua Logan Moore (Parker Scavo), Darcy Rose Byrnes (Penny Scavo), Madison De La Garza (Juanita Solis), Emily Bergl (Beth Young), Brian Austin Green (Keith Watson), Daniella Baltodano (Celia Solis), Lainie Kazan (Maxine Rosen), Rebecca Creskoff (Stacy Strauss), Kevin Symons (Jack Pinkham).
- Ascolti USA: telespettatori 12.379.000 – share 12%[6]

## La borsa dei desideri
- Titolo originale: The Thing That Counts is What's Inside
- Diretto da: David Grossman
- Scritto da: Jason Ganzel

### Trama
Beth s’infastidisce alla scoperta che Paul abbia comperato la sua vecchia casa escludendola dalla decisione; inoltre, Paul incomincia a comportarsi in modo molto strano, tant’è che propone a Karen di venderle la sua casa fintanto che la donna è ancora in buona salute, ma Karen rigetta indispettita la sua curiosa offerta. Nel frattempo, Lynette abusa fin troppo di Penny per occuparsi della piccola Paige, al punto tale che Penny, in una mattinata, porta la sorellina con sé a scuola. La preside convoca Lynette, dicendole degli immani sforzi che Penny sta facendo per lei e Paige, così Lynette ringrazia la figlia e chiede a Tom di assumere una tata che possa aiutarla. Bree amplia la sua relazione con Keith, ma Renee, in ritorsione alla sua mossa sleale dell’altra notte, manda all’aria la loro serata invitando sua figlia Danielle e il nipote Benjamin a Wisteria Lane, mettendo dunque in vista il fatto che Bree sia nonna e meno giovane di Keith. Capito da Lynette il grande terrore di Renee, ovvero le persone di bassa statura, Bree riesce ad avere la sua rivalsa spaventandola con un suo amico nano. A questo punto, Bree e Renee stipulano una tregua, con Renee che lascia Bree frequentare tranquillamente Keith. Intanto, Gabrielle e Carlos conoscono la famiglia dei Sanchez, formata da Hector e Carmen Sanchez, genitori naturali di Juanita che finora hanno cresciuto la loro figlia, battezzata Grace. Gabrielle rivede subito i suoi tratti in Grace, vanitosa e altezzosa proprio come lei, perciò le regala una borsa di lusso, ma Carmen, ferita nell’orgoglio, la rifiuta. Quando poi i Sanchez visitano i Solis, Gabrielle dona di nascosto una sua collana a Grace. Il business di Maxine sta per espandersi a tutto il paese, e Susan trema all’idea che Mike e i suoi amici possano scoprire delle sue attività semipornografiche. Dopo aver addirittura strappato un pezzo di manifesto ritraente lei che stava per essere affisso in pieno centro, Susan decide di arrendersi, ma Maxine la persuade a raccogliere più soldi intrattenendo chat private coi clienti. Tuttavia, un individuo misterioso riesce comunque a mettere le mani su un brandello dello striscione di Susan.
- Guest star: Darcy Rose Byrnes (Penny Scavo), Madison De La Garza (Juanita Solis), Brian Austin Green (Keith Watson), Emily Bergl (Beth Young), Joy Lauren (Danielle Katz), Lainie Kazan (Maxine Rosen), Carla Jimenez (Carmen Sanchez), Rolando Molina (Hector Sanchez), Cecilia Balagot (Grace Sanchez), Margot Rose (Direttrice Harris), Jake Soldera (Benjamin Katz), Joe Gnoffo (Malcolm), John Colella (lavoratore), Jessica Tuttle (ragazzina), Tucker Albrizzi (bulletto), Jack Horan (bambino), Julie Alexander (receptionist).
- Ascolti USA: telespettatori 12.669.000 – 12% share[7]

## Scelte pericolose
- Titolo originale: Let Me Entertain You
- Diretto da: Lonny Price
- Scritto da: Sara Parriott e Josann McGibbon

### Trama
La relazione di Bree e Keith sale di livello, e i due arrivano a copulare fino a 6 volte al giorno. Bree, non avendo la stessa prestanza fisica e giovanile di Keith, è estenuata dai lunghi rapporti sessuali cui è assoggettata dal ragazzo, così, ad un certo punto, si sfoga con lui, e Keith accetta di andarci piano d’ora in poi. Intanto, sboccia una nuova amicizia tra Gabrielle e Renee, accomunate sotto molti aspetti, tanto che, una sera, si confidano l’un l’altra dei segreti: Gabrielle si è rifatta il naso, e Renee è andata a letto con l’avvocato divorzista di Doug a scopo di corruzione. Doug, tuttavia, si presenta a sorpresa da Renee professandosi pronto a ricominciare da capo e la lusinga con un anello. Memore del passato con Carlos che la riempiva continuamente di gioielli per comprarla, Gabrielle cerca di dissuadere Renee dal ritornare con Doug, ma Renee, seccata dalla sua invadenza, spiffera del suo intervento di chirurgia plastica a Lynette e Bree, perciò, in risposta, Gabrielle confessa a Doug della notte di sesso tra Renee e il suo avvocato, portando Gabrielle e Renee a venire alle mani. Malgrado Doug voglia comunque riprovarci con Renee, quest’ultima gli risponde di no e si riappacifica con Gabrielle, ringraziandola di averle aperto gli occhi. Tom decide di chiamare in soccorso sua madre Allison per aiutare Lynette con Paige, ma Lynette non è d'accordo con la filosofia di vita della suocera secondo cui le donne di casa debbano occuparsi dei propri uomini, così, in un primo momento la esenta dal suo incarico, ma poi ci ripensa. Nel frattempo, dopo essere stata licenziata da Maxine per aver interrotto una chat privata con un cliente, Susan è a pezzi e non sa come procurarsi altri soldi, dato che ha già speso ben 9000 dollari per far sparire i manifesti con la sua immagine. Lynette, al posto giusto e al momento giusto, copre Susan dicendo a Mike di essersi fatta prestare quella somma, poi scopre dell’attività alternativa dell’amica. Pur essendo stata cacciata da Maxine, Susan acconsente ad incontrare online un cliente facoltoso, ma, una volta davanti al computer, Susan scopre con orrore che si tratta di Paul, il quale le lancia un ultimatum: o lei e Mike gli venderanno la loro casa, oppure lui renderà noto il suo sporco segreto.
- Guest star: Charlie Carver (Porter Scavo), Joshua Logan Moore (Parker Scavo), Darcy Rose Byrnes (Penny Scavo), Madison De La Garza (Juanita Solis), Brian Austin Green (Keith Watson), Reggie Austin (Doug Perry), Lois Smith (Allison Scavo), Max Carver (Preston Scavo), Dana Glover (Emma Graham), Lainie Kazan (Maxine Rosen).
- Ascolti USA: telespettatori 12.159.000 – share 12%[8]

## Paure
- Titolo originale: Excited and Scared
- Diretto da: Jeff Greenstein
- Scritto da: Jeff Greenstein

### Trama
Halloween è alle porte, e Renee organizza una festa alla quale invita tutto il vicinato. Bree visita l’appartamento che Keith divide con la sua coinquilina, Mimì, la quale le assicura che tra lei e Keith non c’è che un rapporto d’amicizia, ma Bree rinviene una lettera indirizzata a Keith da parte di un istituto di correzione. Preoccupata, Bree ne parla con Renee, che le comunica che Keith è stato in prigione per aver picchiato un uomo che stava importunando la sua fidanzata di allora. Alla festa di Halloween, infatti, Keith quasi salta addosso ad un tizio che infastidiva Bree, ma, per non farlo sentire inferiore a lei, la donna lo rende partecipe dei suoi problemi di alcolismo. Nel frattempo, Gabrielle veste Juanita, Celia e Grace per “Dolcetto o scherzetto”, ma Juanita diventa alquanto gelosa nell’osservare Gabrielle dedicare tante attenzioni a Grace, e si chiede cos’abbia la bambina in più a lei. Lynette condivide con Tom le sue ansie circa la salute mentale di Allison, che sembra star manifestando i primi segnali di Alzheimer, ma Tom non le dà ascolto, almeno fino alla notte di Halloween in cui Allison si perde per le strade di Wisteria Lane e schiaffeggia Lynette senza ragione. Tom decide, col cuore spezzato, di far ricoverare la madre in una casa di cura. Intanto, dopo il ricatto di Paul, Susan rivela tutta la verità a Mike sul suo lavoro per Maxine, ma, per evitare che Mike possa fare qualche pazzia, Susan cerca di sistemare le cose con Paul ingegnosamente, perciò sfrutta il contratto d’affitto in maniera pretestuosa per sfrattarlo entro 60 giorni da casa loro. Purtroppo, Paul replica alla mossa facendo circolare la voce sull’indecente occupazione di Susan che giunge inevitabilmente all’orecchio del preside della scuola in cui lavora, che la licenzia all’istante, mentre Mike si vede costretto ad accettare quel suo impiego in Alaska per mantenere la famiglia. Perse le staffe, Susan irrompe come una furia da Paul e lo aggredisce con un bastone, ma sarà poi Beth ad intimarle di uscire fuori di casa equipaggiata da una pistola. Finalmente, Beth si lascia andare e bacia per la prima volta Paul dal loro matrimonio.
- Guest star: Charlie Carver (Porter Scavo), Joshua Logan Moore (Parker Scavo), Darcy Rose Byrnes (Penny Scavo), Madison De La Garza (Juanita Solis), Mason Vale Cotton (M.J. Delfino), Emily Bergl (Beth Young), Brian Austin Green (Keith Watson), Lois Smith (Allison Scavo), Carla Jimenez (Carmen Sanchez), Cecilia Balagot (Grace Sanchez), Brittany Ishibashi (Mimi), Peter Breitmayer (giocatore di football), Daniella Baltodano (Celia Solis).
- Ascolti USA: telespettatori 11.096.000 – share 11%[9]

## Umiliazioni
- Titolo originale: A Humiliating Business
- Diretto da: Larry Shaw
- Scritto da: Marco Pennette

### Trama
Susan è sempre più disperata dai suoi problemi economici, quindi si risolleva il morale accettando con entusiasmo una proposta di lavoro di Renee, che sta avviando un’attività di arredamenti per interni insieme a Lynette. Tuttavia, Susan scopre che il suo mestiere si limita a quello di tata a Paige, per il quale si sente profondamente degradata e umiliata, ma Lynette le farà capire che, a differenza della sua crisi economica, la loro amicizia rimarrà intatta. In pena verso Bob, depresso per la rottura con Lee, Gabrielle lo invita a cena, e Carlos ha modo di riconoscere molti punti di contatto con lui, così cominciano ad uscire insieme da amici, ma Lee instilla in Gabrielle il dubbio che Bob stia seducendo Carlos. Gabrielle proibisce dunque a Carlos di partire per un weekend con Bob, ma capisce da quest’ultimo che la sua unica voglia è quella di ritornare ad avere di nuovo una vita sociale, perciò Gabrielle fa sì che Bob e Lee si riconcilino. Intanto, Bree entra in menopausa, ma nasconde la cosa a Keith per paura di come possa prenderla. Durante una cena di conoscenza coi genitori di Keith, Bree rimane a bocca aperta nell’appurare che la madre del ragazzo è proprio la sua dottoressa, che, con fare maligno, la porta a confessare. Anche se non può avere figli di sangue da Bree, Keith opta per l’adozione, ma Bree, essendo già stata madre, non ha intenzione di rivivere ancora la stessa esperienza in nessun modo. Nel frattempo, Paul regala la sua vecchia casa appena ricomprata a Derek Yeager, un suo ex compagno di cella, il che innesca i primi sospetti di Beth sul complotto del marito, dunque, la donna riesce ad estorcere da Derek la verità, che riguarda la vendetta che Paul ha in serbo per i suoi vicini. Dopo aver assicurato a Paul tutto il suo appoggio, però, Beth si dirige in prigione per riportare quanto scoperto a sua madre: è nientemeno che Felicia. 
- Guest star: Mason Vale Cotton (MJ Delfino), Darcy Rose Byrnes (Penny Scavo), Emily Bergl (Beth Young), Brian Austin Green (Keith Watson), John Schneider (Richard Watson), Orson Bean (Roy Bender), Harriet Sansom Harris (Felicia Tillman), Evan Parke (Derek Yeager), Erika Eleniak (Barbara Fine), Mary Wickliffe (Paramedic), Nancy Travis (Dr. Mary Wagner).
- Ascolti USA: telespettatori 12.716.000 – share 12%[10]

## Opportunità
- Titolo originale: Sorry Grateful
- Diretto da: David Grossman
- Scritto da: Annie Weisman

### Trama
Le famiglie di Wisteria Lane si riuniscono per il giorno del Ringraziamento. Renee ospita in casa gli Scavo, Susan ed MJ, ma Susan si assenta di tanto in tanto per tranquillizzare la piccola Paige, che Lynette vuole abituare ad addormentarsi da sola. Susan non resiste ai pianti di Paige, e spiega a Lynette che, da quando Mike è partito, già lei ed MJ soffrono abbastanza per sentire le lacrime di qualcun altro. Nel frattempo, Gabrielle e Carlos invitano Hector, Carmen e Grace, quando Gabrielle viene accompagnata da Hector a prendere il dolce, ma, sfortunatamente, un’infrazione con l’auto li fa fermare dalla polizia, che scopre che Hector è un clandestino e quindi destinato al rimpatrio forzato. Gabrielle riesce a persuadere Carmen a restare per un altro po' di tempo in casa sua con Grace, la quale, però, è in realtà cittadina americana perché nata negli USA. Mary, madre di Keith, porge le sue scuse a Bree per il suo comportamento inappropriato e le racconta dei recenti problemi col marito Richard. Bree decide di invitare Mary e Richard alla sua cena intima con Keith, alla quale prenderanno parte anche Karen e Roy, sperando di risolvere le loro divergenze, ma il tutto termina drammaticamente, e Mary chiede il divorzio. Felicia, dal carcere, ordina a Beth di indurre Paul a confessare di aver assassinato sua sorella Martha, ma l’uomo, anche nei suoi momenti di vulnerabilità, ribadisce di essere innocente. Beth si autoconvince alla fine che la madre sia ossessionata da Paul, ma Felicia inveisce contro di lei e l’accusa di essersi innamorata di un mostro.
- Guest star: Charlie Carver (Porter Scavo), Joshua Logan Moore (Parker Scavo), Darey Rose Byrnes (Penny Scavo), Madison De La Garza (Juanita Solis), Mason Vale Cotton (MJ Delfino), Brian Austin Green (Keith Watson), Emily Bergl (Beth Young), Harriet Sansom Harris (Felicia Tilman), Orson Bean (Roy Bender), Carla Jiminez (Carmen Sanchez), Rolando Molinda (Hector Sanchez), Cecilia Balagot (Grace Sanchez), Nancy Travis (Dr. Mary Wagner), John Schneider (Richard Watson), Max Carver (Preston Scavo).
- Ascolti USA: telespettatori 11.921.000 – share 11%[11]

## Il buon vicinato
- Titolo originale: Pleasant Little Kingdom
- Diretto da: Arlene Sanford
- Scritto da: Dave Flebotte

### Trama
Sentendo Renee piangere nel giorno del suo compleanno, Susan decide di farle passare una bella serata fuori a cena, durante la quale Renee le dice di stare soffrendo ancora per essersi fatta scappare l’uomo della sua vita 20 anni prima. Rincasata ubriaca, Renee ammette a Susan che l’uomo in questione è proprio Tom. Successivamente, Susan sorprende involontariamente Lynette e Tom mentre copulano e si congratula con Lynette per la “dote” di Tom, ma l’amica sembra minimizzare, così Tom le urla contro di non perdere mai occasione per sminuirlo, alche Lynette gli precisa di non volerlo ulteriormente lodare, come già fanno i loro vicini e amici, per non ricordarsi di non essere alla sua altezza. Intanto, Keith continua a prenotare in ristoranti di lusso per chiedere la mano di Bree, ma puntualmente viene interrotto da suo padre Richard, che dopo la separazione da Mary appare depresso e solitario. Bree cerca quindi di piazzare Richard con una sua vecchia conoscenza, ma la serata è un totale disastro, specialmente quando la sorpresa di Keith per Bree sulla sua proposta viene rovinata. Nel frattempo, Gabrielle desidera che Grace resti da lei e Carlos, ma Carmen è decisa a portare la bambina con sé in giro per il Texas finché non troverà una nuova sistemazione, perciò Gabrielle fa una soffiata anonima al Centro Immigrazioni riguardo allo stato di clandestinità di Carmen. Tuttavia, Gabrielle se ne pente subito dopo, ed impersonifica Carmen al Centro Immigrazioni per dare il tempo alla donna e a Grace di fuggire. Carlos chiarisce l’equivoco e Gabrielle viene rilasciata, ma, ora che hanno attirato l’attenzione della polizia, Carmen ha una motivazione in più per andarsene, dunque saluta Carlos e Gabrielle, per poi partire insieme a Grace, con grande tristezza di Gabrielle, che dice addio per un’ultima volta alla sua figlia biologica. Paul, frattanto, illustra al quartiere il suo piano di aprire un centro di reinserimento sociale per ex detenuti, ragion per cui era interessato alla compravendita di molte case lungo la strada. Gli abitanti di Wisteria Lane discutono sull’argomento durante una riunione, ma, nonostante ci siano tante opposizioni alla sua richiesta, a Paul serve solamente un'altra casa per poter avere la maggioranza dei voti e partire col suo progetto, e comincia quindi a rimorchiare i residenti più in difficoltà con proposte allettanti e inganni psicologici. Ne deriva uno scontro fra quelli fermamente intenzionati a non vendere e quelli in dubbio; Paul ha così raggiunto il suo scopo di mettere i cittadini di Wisteria Lane gli uni contro gli altri.
- Guest star: Madison De La Garza (Juanita Solis), Brian Austin Green (Keith Watson), John Schneider (Richard Watson), Orson Bean (Roy Bender), Cynthia Watros (Tracy Miller), Carla Jiminez (Carmen Sanchez), Cecilia Balagot (Grace Sanchez), John O'Leary (Mr. Scully), Troy Ruptash (Agent Jackson), Mindy Sterling (Mitzi Kinsky).
- Ascolti USA: telespettatori 11.359.000 – share 11%[12]

## Rivolta di quartiere
- Titolo originale: Down the Block There's a Riot
- Diretto da: Larry Shaw
- Scritto da: Bob Daily

### Trama
Paul, convinto di avere la maggior quantità di voti per l’apertura del suo centro dopo che Mitzi Kinsky lascia apparentemente Wisteria Lane, facendo credere di avergli ceduto la sua casa, viene acclamato dal sindaco di Fairview, che, per riscuotere più votazioni alle prossime elezioni, decide di promuovere un’inaugurazione in omaggio a Paul. Tuttavia, la vittoria di Paul non è dovuta a Mitzi, bensì a Bob e Lee, che sono stati ingannati da Paul al fine di vendergli la loro casa adesso che tutti a Wisteria Lane li reputano dei traditori. Lynette organizza quindi una protesta assieme agli altri abitanti del quartiere per frenare l’apertura dell’istituto, mentre Tom viene avvertito da Susan di ciò che ha scoperto su di lui e Renee, perciò entrambi pensano di chiedere a Renee di traslocare per il bene di Lynette. Nel frattempo, su consiglio di Lynette, Gabrielle affronta la perdita di Grace scrivendo una lettera in cui esprime tutto il suo amore per lei, ma purtroppo Juanita legge casualmente il biglietto e capisce la verità, così fugge di casa e si confonde tra la folla della manifestazione. Intanto, Bree rifiuta la proposta di matrimonio di Keith, non sentendosi ancora pronta, ma in compenso gli suggerisce di trasferirsi da lei. Quando Richard mette in testa al figlio che forse Bree non è realmente innamorata di lui, Keith rompe con lei. Richard, accorso a confortare Bree, l’aiuta a cacciare di casa un ex detenuto del centro di Paul, poi tenta di baciarla, ma Bree lo respinge ed avvisa Keith, che se la prende col padre pestandolo a botte. Keith viene però scambiato per un ex carcerato ed è aggredito da un gruppetto di persone, ma Bree, nel tentativo di salvarlo, spara in aria un colpo di pistola che, in aggiunta al fatto che le persone a cui Lynette si era rivolta il giorno precedente per sedare il piano di Paul si rivelano dei pazzi reazionari che danno inizio ad un vero e proprio disastro, fa scoppiare il panico tra la massa, che si riversa su Wisteria Lane: Susan viene travolta dalla ressa, ma Tom e Renee riescono a soccorrerla; Bree medica le ferite di Keith, mentre Gabrielle e Carlos traggono in salvo Juanita, intrappolata nell’auto di Bob e Lee, che, a loro volta, vengono salvati da Lynette, la quale si rende conto, grazie a Paul, che la causa scatenante di tutto non è da attribuire agli ex detenuti, ma ai suoi stessi vicini di casa. In nottata, terminata ormai la catastrofica manifestazione, Paul contempla la riuscita del suo piano, quando improvvisamente uno sparo gli perfora la spalla, facendolo accasciare a terra.
- Guest star: Charlie Carver (Porter Scavo), Joshua Logan Moore (Parker Scavo), Madison De La Garza (Juanita Solis), Emily Bergl (Beth Young), Shawn Pyfrom (Andrew Van de Kamp), Brian Austin Green (Keith Watson), John Schneider (Richard Watson), Orson Bean (Roy Bender), Max Carver (Preston Scavo), Ed Quinn (Brent Ferguson), Tom McGowan (Sindaco Franklin), Evan Parke (Derek Yaeger), Mindy Sterling (Mitzi Kinsky).
- Ascolti USA: telespettatori 11.598.000 – share 11%[13]

## Nemici
- Titolo originale: Assassins
- Diretto da: David Warren
- Scritto da: John Paul Bullock III

### Trama
Il giorno dopo la barbarica rivolta di quartiere, Paul, sopravvissuto allo sparo, viene ricoverato all’ospedale e la polizia comincia ad indagare sulla faccenda, ma non sarà tanto semplice identificare il responsabile dal momento che chiunque a Wisteria Lane avrebbe avuto un motivo per far fuori Paul. Anche Susan viene trattenuta all’ospedale, dove le è stato asportato un rene gravemente danneggiato, ma, essendo l’altro rene deformato, Susan urge di un trapianto, per il quale dovrà attendere almeno dai 3 ai 5 anni, e nel frattempo dovrà sottoporsi ad un ciclo di dialisi. Intanto, la terapeuta che segue Juanita, demoralizzata dalla scoperta di non essere la figlia naturale di Gabrielle e Carlos, comunica a questi ultimi che la sofferenza della bambina dipende dal fatto che si sente rimpiazzata da Grace, così la donna raccomanda alla coppia di eliminare ogni traccia di Grace dalla loro vita. Carlos è molto rigido sulla decisione dell’analista, ma Gabrielle non riesce a voltare pagina, perciò commissiona una bambola con le fattezze di Grace così da possedere un suo ricordo personale senza che Carlos e Juanita se ne accorgano. Sopraffatta dal senso di colpa, Renee sputa il rospo con Lynette a proposito della sua scappatella occasionale con Tom di 20 anni prima. Come immaginato, Lynette s’infuria, ma, anziché parlarne con Tom, preferisce vendicarsi attuandogli dei piccoli scherzi. Frattanto, Bree riceve la visita inaspettata di Orson, piantato in asso da Judy, la sua fisioterapista. Keith non manda giù la presenza di Orson in casa, così come Orson non capisce perché una donna tanto sofisticata quale Bree si sia fidanzata con un tipo talmente rozzo. Dopo una patetica scenata tra Orson e Keith, Bree cerca di convincere Judy a riaccogliere Orson, ma la fisioterapista le fa presente che è stato in realtà Orson a chiudere con lei poiché ancora innamorato di Bree. Orson, però, decide di mettersi da parte e abbandonare casa di Bree quando comprende che la ex moglie è andata avanti con la sua vita. Dalla prigione, Felicia telefona Mike, appena rientrato a Fairview dall’Alaska, per complimentarsi con lui di aver sparato a Paul, ma Mike dimostra di non saperne nulla. Nel contempo, gli investigatori informano Paul che Beth è nientedimeno che la figlia di Felicia e che sarebbe proprio questo legame a renderla il sospettato numero uno nella sua indagine.
- Guest star: Madison De La Garza (Juanita Solis), Mason Vale Cotton (MJ Delfino), Kyle MacLachlan (Orson Hodge), Emily Bergl (Beth Young), Brian Austin Green (Keith Watson), Harriet Sansom Harris (Felicia Tilman), Stephanie Faracy (Miss Charlotte), Derek Webster (Detective Harrison), Matthew Glave (Detective Foster), David Brisbin (Dr. Sugarman), Jodi Long (Dr. Lunt).
- Ascolti USA: telespettatori 11.961.000 – share 9%[14]

## Solitudine
- Titolo originale: Where Do I Belong
- Diretto da: David Grossman
- Scritto da: David Schladweiler

### Trama
Julie ritorna temporaneamente a Fairview per stare accanto a Susan e controllare se sia eventualmente capace di donarle un rene, ma inutilmente. In più, arrivano anche Sophie e Claire, rispettivamente madre e zia di Susan, ma Sophie afferma di non potersi sottoporre al test di compatibilità in quanto dovrà partire per una crociera lunga 3 mesi. Delusa dal comportamento tanto egoista di Sophie, Susan scopre da Claire che la madre è impossibilitata ad aiutarla per via del cancro che sta combattendo, infatti la crociera è solo la scusa che va a raccontare per nascondere la sua malattia. Susan rispetta la volontà di Sophie e finge di esserne all’oscuro prima di salutarla e darle il suo in bocca al lupo per la “crociera”. Intanto, attanagliata dal ricordo di Grace, Gabrielle deve reprimere le sue lacrime dinanzi a Carlos, ma trova un sospiro di sollievo ogni qualvolta prende tra le braccia la sua carissima bambola di porcellana, chiamata da lei “Principessa Valerie”. Tuttavia, quando Juanita e Celia la rompono, Gabrielle porta la Principessa Valerie in riparazione e decide di tenerla racchiusa lontano da occhi indiscreti. Lynette gioca una serie infinita di scherzi a Tom, fino a quando Renee non lo avverte che Lynette è oramai a conoscenza della loro avventura. Tom spinge Lynette a tradirsi, ma la donna è ancora frustrata per le sue bugie. Fortunatamente, Lynette riesce a capire di non dover mandare in fumo quanto lei e Tom hanno costruito faticosamente negli anni solamente per un episodio che non ha contato nulla. Nel frattempo, il Reverendo Sikes chiede umilmente a Bree di tendere la mano ad una povera anima in crisi: Beth. Bree tenta di inserire Beth nel suo gruppo di amiche, ma Susan, Lynette, Gabrielle e Renee non intendono averci niente a che fare perché sposata con Paul e per aver tacitamente approvato i piani del marito. Bree, però, esorta le ragazze a cambiare atteggiamento, se non vogliono che Beth faccia la stessa fine di Mary Alice. Dopo che dei fiori anonimi vengono recapitati a casa di Bree, Beth trova dietro il cuscino del divano lo stesso modello della pistola usata per ferire Paul: mentre le casalinghe puntano il dito contro Beth, quest’ultima controbatte accusando tutte loro di averla voluta incastrare. In serata, Bree scopre da Keith che non è stato lui ad inviarle i fiori. Il fattorino che li ha consegnati alla porta di Bree rincasa nel suo appartamento, in cui si toglie capelli e barba finti: si tratta di Zach Young.
- Guest star: Charlie Carver (Porter Scavo), Joshua Logan Moore (Parker Scavo), Darcy Rose Byrnes (Penny Scavo), Madison De La Garza (Juanita Solis), Emily Bergl (Beth Young), Brian Austin Green (Keith Watson), Lesley Ann Warren (Sophie Bremmer), Valerie Harper (Claire Bremmer), Andrea Bowen (Julie Mayer), Daniella Baltodano (Celia Solis), Cody Kasch (Zach Young), Max Carver (Preston Scavo), Dakin Matthews (Reverendo Sykes), Stephanie Faracy (Miss Charlotte).
- Ascolti USA: telespettatori 12.830.000[15]

## Rimpianti
- Titolo originale: I'm Still Here
- Diretto da: Lonny Price
- Scritto da: Josann McGibbon e Sara Parriott

### Trama
Susan incomincia le sedute di dialisi, durante le quali cerca di stringere amicizia con lo scontroso Dick, contrario ad ogni tipo di socializzazione. Ben presto, però, Susan percepisce della profonda tristezza di Dick, che non sa se prima o poi avrà la fortuna nel ricevere la buona notizia di un donatore, così Susan gli cede la mano. Stella, madre di Lynette, annuncia alla figlia del suo imminente matrimonio con Frank, un anziano della casa di cura. Lynette si procura un incontro con Frank per conoscerlo, ma l’uomo esibisce fin da subito il suo comportamento alquanto sgarbato, rude e razzista, cosa che a Lynette non va tanto a genio. Stella svela a Lynette che la vera ragione per cui intende sposare Frank è per accaparrarsi il suo grosso patrimonio dopo la sua morte, ma, il giorno delle nozze, quando Lynette tenta di annullare il matrimonio, Stella aggiunge che, nonostante Frank sia difficile da apprezzare, ha bisogno di un motivo per vivere, adesso che è all’apice dei suoi giorni e le figlie sono indaffarate con le proprie vite. Lynette, quindi, acconsente al volere della madre. Intanto, una donna di nome Amber si presenta da Bree richiedendo di parlare con Keith, ma non appena scopre che Bree è la sua fidanzata, Amber toglie il disturbo visibilmente preoccupata. Quella sera stessa, Bree riesce a strappare la verità a Keith in merito ad Amber senza effettivamente dirgli di averla incontrata: i due erano felicemente innamorati, fino a quando Amber non lo lasciò. Il giorno seguente, Bree si dirige da Amber, scoprendo che la ragazza è madre di un bambino, Charlie, avuto dalla sua storia con Keith, il quale ignora completamente la sua esistenza. Quando capisce dell’esigenza di Keith di voler diventare padre, Bree, spaventata all’idea di poterlo perdere, mente ad Amber, riportandole falsamente che Keith non ha intenzione di crescere Charlie e offrendole un assegno di mantenimento. Karen, nel frattempo, si accorge dell’attaccamento morboso di Gabrielle nei confronti della Principessa Valerie ed esterna le sue preoccupazioni con Carlos, che finalmente si capacita che la bambola è l’unico oggetto capace di far ricordare Grace a Gabrielle. Quest’ultima, tuttavia, non ammette il suo evidente problema, finché una sera, mentre Gabrielle e Carlos sono fuori a cena, un ladro non ruba loro l’auto con all’interno la Principessa Valerie, scatenando la disperazione della povera Gabrielle. Frattanto, Renee caccia fuori il suo lato migliore per arredare la camera da letto di Jenny, figlioletta di 10 anni appena adottata da Bob e Lee, i quali ne rimangono molto colpiti, e Renee confessa di averla da sempre pianificata per la figlia che non ha mai avuto. Lee, allora, elegge Renee come figura femminile alla quale Jenny dovrà far affidamento. Paul medita vendetta verso Beth per avergli nascosto di essere la figlia di Felicia, e programma dunque un’escursione in baita per ucciderla, ma all’ultimo secondo, gli agenti dell’FBI mostrano a Paul la pistola usata nella sua sparatoria e ritrovata in casa di Bree: alla vista dell’arma, Paul cambia idea e decide di non partire più con Beth, perché la pistola è la stessa che utilizzò Mary Alice per suicidarsi, e l’unico che avrebbe potuto servirsene è suo figlio Zach.
- Guest star: Brian Austin Green (Keith Watson), Emily Bergl (Beth Young), Polly Bergen (Stella Wingfield), Larry Hagman (Frank Kaminsky), Rochelle Aytes (Amber James), Sayeed Shahdi (Charlie James), Monica Garcia (Infermiera), Matthew Glave (Detective Foster), Derek Webster (Detective Harrison), Gregory Itzin (Dick), Ava Rose Williams (Scooter Girl), Isabella Acres (Jenny), Joe Gillette (Ethan), Bill Zasadil (uomo), Tom Ramsey (giardiniere).
- Ascolti USA: telespettatori 10.251.000 – share 10%[16]

## Ombre del passato
- Titolo originale: Flashback
- Diretto da: Andrew Doerfer
- Scritto da: Matt Berry

### Trama
Proprio quando si rammarica di dover attendere almeno 4 anni prima di poter ricevere un rene, Susan rincontra un suo vecchio compagno del liceo, Monroe, al quale espone la sua precaria situazione. Poco dopo, Susan viene informata dall’ospedale che lo stesso Monroe ha accettato di donarle un suo rene. L’entusiasmo di Susan sfiorisce quando, attraverso Renee e Lee, capisce che Monroe è ossessionato da lei fin dal periodo della scuola e che il suo magnanimo gesto richiederà altri servigi che lei non è disposta a dargli, pertanto Susan gli spiega di non poterlo ripagare coi suoi termini, e Monroe, rinsavito, decide di rinunciare al trapianto e di fare un passo indietro. Intanto, su insistenza di Frank, Lynette pone casa sua il luogo dove realizzare una foto di famiglia, ma, durante lo scatto della fotografia, Frank spira sul divano del salotto. Tuttavia, Stella riesce a convincere Lynette a tenere il cadavere di Frank in casa per tutta la notte, poiché il testamento dell’uomo in cui Stella è designata come unica erede entra in vigore solamente il giorno successivo. Lynette e Tom hanno così modo di riflettere su quanto un grosso patrimonio possa influire sulle relazioni interpersonali, e infatti, Stella, impossessatasi ora della fortuna di Frank, comincia a comportarsi proprio come il defunto marito. Nel frattempo, Bree dà appuntamento ad Amber in una pizzeria per consegnarle un assegno circolare e farglielo riscuotere in banca, ma nel tempo in cui Bree resta da sola col piccolo Charlie al locale, compare improvvisamente anche Keith, che, ignaro dell’identità del bambino, gioca allegramente con lui. Vedendolo felice, Bree decide infine di dire tutta la verità a Keith su Charlie. Dopo la perdita della Principessa Valerie, Gabrielle viene spronata da Carlos a seguire una psicologa per affrontare il suo dolore, ma Gabrielle inganna il marito assicurandogli di presenziare alle sedute, mentre invece coglie ogni occasione per rilassarsi alla spa o alle terme. Carlos, avendo scoperto il trabocchetto di Gabrielle, accompagna la moglie e le infonde il giusto coraggio per permetterle di aprirsi completamente con la terapeuta riguardo al doloroso capitolo della sua infanzia, nel quale Gabrielle venne molestata dal suo patrigno. Paul chiede a Mike se sappia dove si trovi Zach, che ritiene essere colui che gli ha sparato, e Mike, pur negandolo, visita il ragazzo nel suo lugubre appartamento da quattro soldi: Zach, difatti, ha sperperato la sua ricchezza in donne facili e gioco d’azzardo, e adesso, essendo al verde, è vittima di droghe pesanti; Zach conferma a Mike di essere effettivamente il colpevole nella sparatoria di Paul, giacché era assetato di vendetta alla scoperta che il padre fosse uscito di prigione malgrado le sue malefatte. Preoccupato per Zach, Mike avverte Paul ed insieme si coalizzano per cercare d’aiutarlo a rimettersi in sesto.
- Guest star: Charlie Carver (Porter Scavo), Joshua Logan Moore (Parker Scavo), Darcy Rose Byrnes (Penny Scavo), Dave Foley (Monroe Carter), Cody Kasch (Zach Young), Max Carver (Preston Scavo), Rochelle Aytes (Amber James), Aaron Lustig (Craig Lynwood), Polly Bergen (Stella Wingfield), Larry Hagman (Frank Kaminsky), Brian Austin Green (Keith Watson).
- Ascolti USA: telespettatori 9.201.000 – share 9%[17]

## Andare via
- Titolo originale: Farewell Letter
- Diretto da: David Grossman
- Scritto da: Marco Pennette

### Trama
Grazie alla scusa della dialisi, Susan ottiene numerosi vantaggi, tra cui l’evitare una multa, saltare la fila al supermercato ed essere esentata dal suo ruolo di giurata ad un processo. Renee vorrebbe approfittare della malattia di Susan per riuscire a ricavare un tavolo in un ristorante di lusso, ma, dopo che il loro piano va in malora quando un uomo rinfaccia a Susan che ognuno vive con le proprie sofferenze senza sbandierarle ai quattro venti, Susan ha un mancamento e sviene. Lynette e Tom, stanchi di sottostare alle pretese di Porter e Preston, costringono i figli a cercarsi un appartamento ed un lavoro per diventare perfettamente autonomi, ma, in effetti, i gemelli trovano sistemazione proprio a casa di Karen e Roy, dove continuano ad essere trattati come ragazzi liberi. Inizialmente, Lynette contesta la decisione dei figli con Karen, la quale si dice contenta di averli in casa, ma poi organizza uno stratagemma per far sì che Karen li sfratti infuriata. Tornati all’ovile, Porter e Preston vengono convinti da Lynette a doversi ormai adottare al loro stato di persone adulte e responsabili, sebbene Lynette ammetta di essere stata in parte colpevole per non aver mai voluto renderli indipendenti nel suo desiderio egoistico che restassero piccoli per sempre. Intanto, Keith, appresa la verità su Charlie da Bree, si gode gli ultimi giorni in sua compagnia prima della sua partenza insieme ad Amber per la Florida. Keith, sulle prime, propone a Bree di trasferirsi in Florida così da stare più vicino a Charlie, ma Bree declina l’invito, considerando che Wisteria Lane è casa sua; tuttavia, Bree concede a Keith il via libera per partire da solo, pur sacrificando la loro relazione per quella tra l’uomo e il figlio. Nel frattempo, su consulenza della sua psicologa, Gabrielle raggiunge la sua città natale assieme a Carlos per tagliare definitivamente i ponti col suo passato, leggendo una lettera su tutte le cose orribili che ha dovuto passare di fronte alla lapide del patrigno che abusò di lei. Contrariamente alle sue noiose aspettative, Gabrielle viene accolta al pari di una supermodella dai suoi vecchi concittadini, ma la sua visita di piacere ha breve durata quando s’imbatte in suor Marta, la sua ex insegnante alla quale Gabrielle aveva confessato le molestie subite dal patrigno; piuttosto che denunciare o aiutare una Gabrielle ancora bambina, però, suor Marta preferì motivare la sua rivelazione dando la colpa alla fervida immaginazione di Gabrielle. Quest’ultima, allora, abbandona il consiglio della terapeuta e si sfoga duramente contro la suora per non averle creduto, dopodiché si lascia per sempre alle spalle la città e quella parte buia della sua vita. Mike e Paul scortano Zach in una comunità di recupero, ma il ragazzo accusa Paul di essere l’artefice della sua condizione e gli ricorda che mai nessuno potrà amarlo sul serio. Rincasato, Paul fronteggia Beth una volta per tutte, dicendole di sapere della sua vera identità, perciò la caccia fuori di casa ignorando le suppliche della moglie. 
- Guest star: Charlie Carver (Porter Scavo), Max Carver (Preston Scavo), Brent Kinsman (Preston Scavo bambino), Shane Kinsman (Porter Scavo bambino), Mason Vale Cotton (MJ Delfino), Cody Kasch (Zach Young), Orson Bean (Roy Bender), Rochelle Aytes (Amber James), Jill Larson (Suor Marta), Marco Rodríguez (Sindaco Gomez), Emily Bergl (Beth Young), Brian Austin Green (Keith Watson).
- Ascolti USA: telespettatori 10.580.000 – share 10%[18]

## Il senso della vita
- Titolo originale: Searching
- Diretto da: Larry Shaw
- Scritto da: Jeff Greenstein

### Trama
Renee cerca di colmare il vuoto che prova dentro di sé pensando di ricorrere all’adozione di un figlio, ma Lynette, per evidenziarle la sua poca attitudine verso i bambini, le “presta” Paige una sera per farle fare pratica mentre lei e Tom escono fuori a cena. Al ristorante, però, Lynette e Tom scorgono Renee in compagnia di un uomo, perciò Lynette paga la cameriera alla quale Renee aveva chiesto di badare a Paige per spaventarla, poi, a scherzo finito, le palesa la sua delusione. Renee riesce a farsi perdonare per il suo gesto sconsiderato, e Lynette le suggerisce quindi di riempire la sua vita con le cose in cui eccelle di più. Gabrielle, intanto, gelosa dell’abilità al violino di Jenny che mostrerà al talent show scolastico, giura a Lee che Juanita la batterà di sicuro, e così sprona la figlia ad allenarsi sodo con la sua passione per il tiptap. Poco prima dello spettacolo, Gabrielle osserva la goffaggine di Juanita e riesce ad impedirle di esibirsi per sottrarla ad una figuraccia, ma in un secondo momento, Gabrielle arriva a capire, tramite Bob e Lee, di non doversi vergognare di Juanita, la quale, alla fine, dà il massimo nella propria performance. La dottoressa riferisce a Susan che, se non verrà trovato al più presto un rene disponibile, rischia seriamente la vita, così la esorta ad assaporarsi ogni attimo. Susan chiede dunque a Mike di anticipare il loro nono anniversario e trascorrere la giornata nel bosco in cui avvenne il loro primo matrimonio. Purtroppo, la romantica gita viene rovinata da una serie di contrattempi, con Mike che s’innervosisce perché sente che Susan sta mollando la sua battaglia, ma la donna lo rassicura di starci mettendo tutte le sue forze per sopravvivere e gustare il tempo che ancora le resta. Nel frattempo, Bree, appoggiata da Lynette e Gabrielle, espande la ricerca del possibile donatore di Susan all’intera Wisteria Lane e combina un incontro tra i residenti del quartiere e il responsabile dei trapianti per chiarire qualsiasi delucidazione e prelevare loro dei campioni di sangue. Nei giorni a venire, Bree viene contatta dall’ospedale, che le riporta di aver trovato ben due donatori compatibili, ossia Bree stessa e Beth. Quest’ultima, oramai ripudiata sia da Paul, che da sua madre Felicia, desidera poter dare una mano a Susan per alleggerirsi la coscienza, così come vuol fare Bree, tuttora a pezzi per la rottura con Keith. Andando contro il parere discordante di Bree, Beth consegna i documenti firmati per il trapianto all’ospedale, dove estrae dalla borsa il revolver di Mary Alice e si spara alla tempia tra lo sbigottimento dei presenti.
- Guest star: Harriet Sansom Harris (Felicia Tilman), Emily Bergl (Beth Young), Madison De La Garza (Juanita Solis), Daniella Baltodano (Celia Solis), Orson Bean (Roy Bender), Mindy Sterling (Mitzi Kinsky), Alison Martin (Dr. Lippman), Wendy Benson (Mrs. Henderson), Dakin Matthews (Reverendo Sykes), Aaron Lustig (Craig Lynwood), Vaughn Armstrong (Maggiore della guerra civile).
- Ascolti USA: telespettatori 11.351.000 – share 11%[19]

## Cambiamenti
- Titolo originale: Everything's Different, Nothing's Changed
- Diretto da: David Warren
- Scritto da: Annie Weisman

### Trama
Beth è morta cerebralmente, ma i medici la tengono in vita attaccata a dei macchinari per poter effettuare il trapianto di rene a Susan. Paul, tuttavia, si oppone perché non ritiene che Susan possa meritarsi un regalo tanto generoso da parte di Beth, con la quale Susan non ha mai voluto intrecciare una qualche parvenza di rapporto. Intanto, anche Wisteria Lane è a lutto per Beth, e Gabrielle disapprova l’ostinazione di Renee nel voler organizzare la sua solita Festa di Primavera, che potrebbe risultare fuori luogo ed insensibile date le circostanze. La sera del party, però, Renee confida a Gabrielle che il suo atteggiamento a prima vista indelicato dipende dalla morte di sua madre, che, come Beth, si suicidò lasciando il peso della sua scomparsa ai suoi cari. Compreso il punto di vista di Renee, Gabrielle accetta di unirsi alla festa. Nel frattempo, Tom riceve un’interessante proposta di lavoro in una nuova azienda, ma non se la sente di pugnalare alle spalle Carlos, presso cui è ancora dipendente. Lynette incoraggia il marito a farsi valere con Carlos, il quale, per tutta risposta, offre una promozione a Tom pur di non perderlo. Constatando che Tom non ha imparato a prendere posizione in tanti anni di carriera, Lynette ordisce un piano per fargli credere che Carlos sia un uomo spietato senza un minimo di empatia verso la sua amicizia con Tom, così quest’ultimo accoglie la richiesta del nuovo lavoro, scoprendo solo dopo della congettura di Lynette. Seppur arrabbiato, Tom comincia ad affezionarsi ai possibili vantaggi che comporterebbe se fosse una persona più ambiziosa. Dopo l’ultima di Andrew, che è stato trovato completamente ubriaco da Karen, Bree viene a conoscenza dal marito del figlio, Alex, che Andrew è ultimamente vittima dell’alcol. Bree, sapendo cosa vuol dire esserne dipendente, convince Andrew a partecipare ad una riunione degli alcolisti anonimi, che non va a finire troppo bene. Successivamente, Bree scopre che Alex, stufo della sua perdita di controllo, ha mollato Andrew, che adesso si ritrova senza lavoro e senza marito. Non avendo intenzione di commettere lo stesso errore di Beth, Bree s’impone e promette ad Andrew di esserci per lui, qualsiasi cosa accada. Frattanto, Paul e Felicia depongono finalmente l’ascia di guerra, poiché la loro faida ha portato alla morte di Beth, così Paul implora Susan di rendere onore all’ultima volontà di Beth ed accettare il suo rene, mentre a Felicia viene riconosciuta la scarcerazione per motivi umanitari dovuti al suicidio della figlia, anche se, dopo la notizia, sul volto di Felicia appare un sorriso trionfante.
- Guest star: Mason Vale Cotton (M.J. Delfino), Harriet Sansom Harris (Felicia Tilman), Todd Grinnell (Dr. Alex Cominis), Aaron Lustig (Craig Lynwood), Mindy Sterling (Mitzi Kinsky), Ron Melendez (Glenn Morris), Tim Ransom (Tommy), Shawn Pyfrom (Andrew Van de Kamp), Emily Bergl (Beth Young).
- Ascolti USA: telespettatori 9.047.000 – share 9%[20]

## Una serie fortunata
- Titolo originale: Moments in the Woods
- Diretto da: David Grossman
- Scritto da: John Paul Bullock III

### Trama
L’intervento di Susan va a buon fine e la donna comincia a riprendersi. Susan visita poi il suo amico di dialisi Dick, le cui condizioni di salute si sono ulteriormente aggravate. Dick dice a Susan di essere stata molto fortunata, visto che ha saputo beccarsi rapidamente un nuovo rene, così la incita a tentare la fortuna. Pochi giorni dopo, Susan ritorna all’ospedale, dove trova al posto di Dick suo nipote, che l’avvisa del decesso dell’uomo. Dick ha lasciato a Susan una fiche da 100 dollari, che Susan impiega per una partita al casinò che le fa raggranellare ben 12.000 verdoni, ma la vincita getta Susan nello sconforto più totale perché non capisce come mai lei sia stata così fortunata, diversamente da molte altre persone. Il nuovo e proficuo lavoro di Tom gli fa incassare 100.000 dollari, 10.000 dei quali regala a Lynette, che si dà alla pazza gioia insieme a Renee in vari negozi d’abbigliamento, ma Lynette si rende conto che la carica di Tom, per quanto beneficiaria possa essere, implica che il marito stia lontano da casa. Intanto, Andrew segue brillantemente il suo percorso da riabilitato agli alcolisti anonimi, tanto che decide di fare ammenda verso tutti coloro che ha ferito, ad iniziare con Carlos per aver accidentalmente ucciso sua madre Juanita circa 10 anni prima. Bree, però, ha il terrore di come Carlos potrebbe reagire e dissuade Andrew dalla sua scelta. Quando poi scoprono che Carlos ed Andrew sono partiti per un’escursione in montagna, Bree e Gabrielle si precipitano da loro e sorprendono Carlos pulire del sangue raffresco, facendo anelare l’orribile pensata che l’uomo abbia commesso una sciocchezza, ma Andrew rientra nello chalet proprio nel momento in cui Bree, disperata, confessa ogni cosa a Carlos, il quale abbandona la casetta furibondo dopo aver scoperto che, a parte Bree, anche Gabrielle sapeva la verità. Bree, Gabrielle ed Andrew raggiungono Carlos alla cappella di sua madre, e Andrew, preso coraggio, discute con lui da uomo a uomo. Carlos, fortunatamente, riesce a perdonare Andrew perché, all’epoca dell’incidente, era soltanto un ragazzino adolescente disturbato, mentre punisce l’omertà di Bree, che per tutto il tempo gli è stata vicino come amica, chiudendo qualsiasi tipo di rapporto con lei ed esigendo da Gabrielle di fare lo stesso. Nel frattempo, Felicia, agli arresti domiciliari, si trasferisce in una delle case acquistate da Paul che per testamento apparteneva a sua figlia Beth. La presenza di Felicia a Wisteria Lane turba non poco Paul, che accetta di accompagnarla a spargere le ceneri di Beth lungo un lago, ma, a destinazione, Felicia dà prova di voler stringere una tregua con Paul gettando via la pistola che Paul aveva portato in virtù della poca fiducia che nutre per lei. Una volta ritornata a casa, tuttavia, Felicia contempla le vere ceneri di Beth che custodisce gelosamente in un vaso, sussurrando alla figlia morta che il suo scopo è ancora quello di vendicarsi di Paul.
- Guest star: Harriet Sansom Harris (Felicia Tilman), Madison De La Garza (Juanita Solis), Daniella Baltodano (Celia Solis), Orson Bean (Roy Bender), Shawn Pyfrom (Andrew Van de Kamp), Gregory Itzin (Dick Barrows), Alison Martin (Dr. Lippman), Jon Curry (Wally).
- Ascolti USA: telespettatori 9.105.000 – share 9%[21]

## False verità
- Titolo originale: The Lies Ill-Concealed
- Diretto da: Larry Shaw
- Scritto da: David Schladweiler

### Trama
Come conseguenza alla sua operazione, Susan deve attendere 6 settimane prima di poter avere rapporti sessuali con Mike, ma nel frattempo viene perseguitata da sogni erotici su Paul. Il parere della sua dottoressa, che crede che ciò abbia origine dal fatto che Susan si senta in debito con lui, preme Susan ad occuparsi di Paul, il quale appare trasandato e trascurato dalla morte di Beth. Malgrado si scontri con il dissenso di Mike, Susan decide comunque di aiutare Paul e lo esorta a ridiventare l’uomo felice e allegro che era solito essere prima del suicidio di Mary Alice. Tom e Lynette vengono invitati ad un convegno esclusivo di lavoro, al quale presenziano anche Bob e Lee, ma Lynette e Lee, essendo solo dei parenti, sono raggruppati nella lista dei “Più Uno”, ciò significa che non hanno accesso alla conferenza ma, in compenso, sono intrattenuti da attività ricreative. Lynette, che fremeva nel presenziare al seminario, ruba quindi un vestito e il pass ad una donna per farsi passare per lei durante la riunione, ma l’inganno è presto svelato, e Tom si arrabbia con la moglie per la sua pessima figura. Renee precisa a Lynette che Tom è ormai un uomo importante e di doversene fare una ragione se non vuole che ci vada di mezzo il loro matrimonio. Intanto, Gabrielle rincontra Bree a distanza di parecchio tempo da quando Carlos le ha proibito di frequentarla, ma loro amicizia è troppo forte per venire spezzata, perciò le due concordano di trascorrere il fine settimana insieme. Carlos, però, inizia ad insospettirsi dopo aver trovato una fetta di torta di Bree in casa, e così chiede a Gabrielle di prepararne un'altra per dimostrargli di non aver visto Bree. Grazie alla complicità di Bree, Gabrielle riesce a superare la prova di Carlos, ma, il giorno della partenza, quest’ultimo rinviene un capello rosso sulla giacca della moglie e scopre tutto, pertanto pone Gabrielle davanti ad una scelta: o lui o Bree. Gabrielle antepone Bree e trasloca in casa sua assieme a Juanita e Celia. Felicia bussa alla porta di Karen, rivelando una vecchia amicizia tra le due donne; infatti, un flashback ambientato la notte del presunto omicidio di Felicia mostra Karen darle la sua parola sul non dire niente a nessuno. Felicia ammette a Karen di essere la madre di Beth, inculcando nella sua mente che sia stato Paul a spingerla al suicidio, e Karen, dunque, offre il suo appoggio a Felicia in eventuali azioni ritorsive contro Paul.
- Guest star: Madison De La Garza (Juanita Solis), Mason Vale Cotton (M.J. Delfino), Joshua Logan Moore (Parker Scavo), Daniella Baltodano (Celia Solis), Harriet Sansom Harris (Felicia Tilman), Orson Bean (Roy Bender), Alison Martin (Dr. Lippman), Shannon Cochran (Meg Butler).
- Ascolti USA: telespettatori 10.150.000 – share 10%[22]

## Buone azioni
- Titolo originale: I'll Swallow Poison on Sunday
- Diretto da: David Warren
- Scritto da: Jason Ganzel

### Trama
Tom ingaggia Lynette e Renee per arredare il suo ufficio, ma Lynette non apprezza la scelta di Tom che, secondo lei, non rispecchia il suo stile, così cambia tutto da cima a fondo. Renee, però, badando più al dover accontentare il cliente, stravolge il progetto di Lynette assecondando la richiesta di Tom, che ne rimane più che compiaciuto, ma questo causa un nuovo punto di non contatto tra Lynette e Tom. Bree, che ospita in casa Gabrielle, Juanita e Celia, è sconvolta dalla maleducazione delle bambine e dall’atteggiamento di non curanza di Gabrielle, con la quale scommette che riuscirà a raddrizzarle. Quando Carlos racconta a Juanita la dinamica della morte di sua nonna, la bambina fraintende e capisce erroneamente che sia stata Bree ad ucciderla, perciò lei e Celia si comportano in maniera impeccabile per paura di ciò che Bree potrebbe far loro. Una notte, Juanita e Celia, credendo che Bree voglia fargli del male, telefonano terrorizzate alla polizia ed immediatamente sopraggiunge sul posto il detective Chuck Vance, che si sta occupando della libertà vigilata di Felicia. Carlos mette la situazione a posto, ma Bree, a questo punto, ritiene giusto che Gabrielle debba tornare a casa con lui e le figlie, anche se la loro amicizia verrà condannata. Intanto, Susan scopre tutto su Felicia, ma Paul la rassicura che tra loro è acqua passata. Tuttavia, Felicia si avvicina a Susan per manomettere il cibo che la donna prepara quotidianamente a Paul e contaminarlo con del veleno ad azione lenta per vederlo morire a poco a poco. Mike, poi, comunica felicemente a Susan che i loro conti si sono sistemati e che possono ritornare a vivere in tranquillità a Wisteria Lane, ma dopo che Susan gliene parla, Paul la manda via, accusandola di averlo riempito di attenzioni solamente per sbatterlo fuori di casa. Subito dopo, Paul ha una crisi cardiaca provocata dall’avvelenamento di Felicia.
- Guest star: Joshua Logan Moore (Parker Scavo), Madison De La Garza (Juanita Solis), Mason Vale Cotton (M.J. Delfino), Daniella Baltodano (Celia Solis), Harriet Sansom Harris (Felicia Tilman), Jonathan Cake (Chuck Vance).
- Ascolti USA: telespettatori 9.438.000 – share 9%[23]

## Momenti di paura
- Titolo originale: Then I Really Got Scared
- Diretto da: Larry Shaw
- Scritto da: Valerie A. Brotski

### Trama
In seguito al suo attacco cardiaco, Paul viene ricoverato in ospedale, ma il dottore ipotizza che la colpa del suo malessere sia riconducibile allo stress, non senza escludere che possa trattarsi anche di avvelenamento. Insospettito da quest’ultima opinione del medico, Paul intuisce che alla base del suo disturbo ci sia il cibo di Susan e ne ha la conferma quando fa analizzare una sua porzione. Paul la rimprovera quindi di aver cercato di ucciderlo col veleno, ma Susan, deducendo che sia tutta opera di Felicia, piomba ad una festa nella scuola in cui lavorava, e dove spera di essere reintegrata, per richiamare l’attenzione degli ospiti sui biscotti che ha preparato, anch’essi avvelenati da Felicia. Susan viene poi denunciata da Paul e arrestata. Intanto, Tom sorprende la sua famiglia comprando dei biglietti aerei per una lussuosa vacanza alle Hawaii, ma Lynette, che ha sempre avuto a cuore l’organizzazione dei loro viaggi, non digerisce la cosa, e tra i due scoppia una battaglia per ingraziarsi i figli con proposte allettanti, finendo ancora per litigare animatamente. Lynette e Tom decidono quindi di partire per un weekend da soli per chiarire le loro recenti divergenze e non compromettere il matrimonio che li accomuna. Nel frattempo, Bree acconsente all’invito a uscire del detective Vance, ma Renee scava sul suo passato e scopre che l’uomo è ancora sposato. Bree gli rinfaccia quanto sgradevole sia frequentare un'altra donna quando si è sposati, nonostante nel suo caso stia avvenendo un divorzio, mentre Chuck le dimostra di aver sbirciato sul suo fascicolo e appreso molte cose sulla sua persona, perciò Bree, profondamente offesa, annulla l’appuntamento nel bel mezzo dell’uscita. Sulla via del ritorno, Chuck ferma una prostituta a cui lascia credere che Bree fosse nella sua stessa situazione da giovane, ma che con forza e intraprendenza sia riuscita a farsi strada, per ispirarla. Il giorno seguente, Bree va a trovare Chuck alla centrale ed insieme fissano il loro prossimo appuntamento, dimenticandosi dei rispettivi affari personali. Juanita resta segnata dalla visione di un film dell’orrore e continua a farneticare circa la presenza di un uomo spaventoso accampato nel giardino di casa, perciò Gabrielle allestisce un pigiama party proprio nel giardino per comprovarle che è tutta finzione. Con l’aiuto di Lee, il piano sortisce i suoi effetti, ma Gabrielle non si accorge che esiste effettivamente un uomo sconosciuto e dall’aria misteriosa che sembra essere interessato a lei.
- Guest star: Charlie Carver (Porter Scavo), Max Carver (Preston Scavo), Joshua Logan Moore (Parker Scavo), Darcy Rose Byrnes (Penny Scavo), Madison De La Garza (Juanita Solis), Mason Vale Cotton (M.J. Delfino), Harriet Sansom Harris (Felicia Tilman), John Rubinstein (Preside Hobson), Beth Littleford (Dana), Malese Jow (Violet), Tony Plana (Alejandro), Jonathan Cake (Chuck Vance).
- Ascolti USA: telespettatori 10.001.000 – share 10%[24]

## Difesa personale
- Titolo originale: And Lots of Security...
- Diretto da: David Grossman
- Scritto da: Joe Keenan

### Trama
Lynette e Tom passano il weekend in un B&B per risolvere i loro dubbi, ma ogni occasione è buona per tediare una coppia di giovani conosciuta sul posto, a riprova del fatto che non riescono a stare più da soli senza discutere: Lynette è esasperata perché, dopo tutto ciò che hanno superato in passato, adesso sono impantanati in una situazione ambigua. Tom tuttavia, pur di dimostrarle che è pronto a impegnarsi pur di rendere felice la moglie, le fa un bellissimo regalo, ha fatto montare nell'anello di fidanzamento che regalò a Lynette un diamante dal momento che quello di prima era un falso. Lynette però non riesce ad accettare come dovrebbe il bel gesto di Tom, anche se non aveva mai apprezzato molto quell’anello non voleva che vi facesse montare un diamante vero, davanti alla reazione della moglie Tom decide di chiederle la separazione accusandola di essersi trasformata in una donna viziata e incontentabile. Bree espande la propria relazione con Chuck, fino a quando Lee non instilla in lei il sospetto che l’uomo sia omosessuale, poiché visto da lui in un locale gay. Bree trova qualche risposta alle sue perplessità presso la centrale di polizia, dove viene a scoprire che Chuck si è lasciato in brutti rapporti con un suo ex collega. Per smascherarlo, Bree porta Chuck nel locale di cui parlava Lee, ma Chuck afferma di aver solamente svolto un’indagine sotto copertura e che la sua amicizia col suo vecchio partner s’interruppe quando capì della relazione che aveva con sua moglie. Oramai priva di qualsiasi incertezza, Bree si abbandona tra le braccia di Chuck. Nel frattempo, Gabrielle avverte di essere pedinata dallo sconosciuto appostato fuori casa sua, così, imbeccata da Bree, prende lezioni ad un poligono di tiro per conseguire il porto d’armi con cui potersi difendere. Al supermercato, Gabrielle incrocia il suo stalker e, attraverso le telecamere di sicurezza, concepisce orripilata che è nientepopodimeno che il suo patrigno ritenuto morto. Susan, frattanto, viene interrogata sull’avvelenamento di Paul, ma Mike riesce a fornirle una sorta di scusante dicendo che Felicia gli telefonò dalla prigione per incaricarlo di uccidere Paul in cambio di soldi. Dopo che Mike mette in guardia Paul su Felicia, Susan viene scagionata, mentre Felicia, contattata dal distretto, pianifica di scappare da Wisteria Lane, non prima però di aver avuto la sua rivalsa su Paul; prima che Paul possa andarsene dal quartiere, avendo restituito le chiavi della casa a Susan e Mike, Felicia lo tramortisce ed imbavaglia ad una sedia iniettandogli del veleno che lo ucciderà lentamente, poi riesce ad estorcergli la confessione sulla sua colpevolezza nell’omicidio della sorella Martha. Susan, rientrata casualmente nell’abitazione, assiste alla scena e telefona la polizia, ma Felicia, accortasi di un suo inganno, l’aggredisce; Paul, liberatosi, si frappone tra le due ed è sul punto di ammazzare Felicia proprio come fece con Martha, ma le parole di stima e fiducia di Susan fanno in modo che Paul si fermi per dare a Felicia il tempo di mettersi in fuga portando con sé le ceneri di Beth. Paul, intenzionato a cambiare in meglio, si dichiara finalmente colpevole nella morte di Martha all’arrivo della polizia, intanto che Felicia, mentre è in viaggio verso l’ignoto gongolando di essere riuscita a farla franca, sbanda con l’auto nel tentativo di raccogliere le ceneri di Beth cosparse in giro per la vettura, sbattendo frontalmente contro un camion.
- Guest star: Darcy Rose Byrnes (Penny Scavo), Madison De La Garza (Juanita Solis), Harriet Sansom Harris (Felicia Tilman), Erinn Hayes (Lisa), Jonathan Scarfe (Andrew), Alex Fernandez (Detective Hank Powell), James Black (Alan), Michael Dempsey (Detective Murphy), Tony Plana (Alejandro), Jonathan Cake (Chuck Vance).
- Ascolti USA: telespettatori 10.251.000 – share 10%[25]

## Serata da ricordare
- Titolo originale: Come on Over for Dinner
- Diretto da: David Grossman
- Scritto da: Joe Keenan

Lynette, Bree, Gabrielle e Renee indicono una serata speciale a tappe in onore del ritorno di Susan e Mike a Wisteria Lane, durante la quale ogni pietanza verrà servita nelle rispettive case. Gabrielle prende in mano le redini della situazione e si lascia seguire dal suo patrigno Alejandro in una foresta fuori città, dove gli punta contro la sua pistola, intimandogli di sparire per sempre dalla sua vita. La sera della festa ha inizio a casa di Renee, la quale scopre da Bob e Lee dell’imminente nuovo matrimonio del suo ex marito Doug, così Renee, afflitta, si ubriaca e attacca momentaneamente bottone con uno dei suoi addetti al catering. Lynette trova in casa Tom, che lei pensava si fosse trasferito in un appartamento vicino alla sua azienda di lavoro dopo il loro ritorno dal disastroso weekend, ed entrambi, seppur a malincuore, non vedono altra soluzione se non quella di separarsi, ma aspettano prima di rendere pubblica la notizia, anche se Lynette, in un momento di tristezza, si sfoga con Renee. Bree e Chuck sono impazienti di consumare il loro primo rapporto sessuale, che viene ripetutamente rimandato in quanto Chuck attende di essere divorziato da sua moglie Doreen. Bree decide di comperare quanti più capi d’abbigliamento possibili nel negozio gestito da Doreen per ridarle il buon umore con cui spera che acceleri il divorzio, ma quando capisce che Bree è la nuova fiamma di Chuck, Doreen la tira per le lunghe ed impone delle dure condizioni che alla fine Chuck accoglie per amore di Bree. I due corrono subito a copulare a casa di Bree, ma gli ospiti della festa quasi li colgono sul fatto in una scena alquanto comica. Nel frattempo, mentre ultima i preparativi del dessert in casa, Gabrielle s’imbatte ancora una volta in Alejandro, che le fa credere di essere in possesso della sua pistola e che non mostra alcun segno di rimorso per quello che le ha fatto, anzi, incolpa lei dei suoi abusi. Gabrielle, spaventata a morte, non riesce a reagire ad Alejandro, che sta per violentarla, quando Carlos, di ritorno dal lavoro, colpisce violentemente l’uomo con un candelabro, uccidendolo sul colpo. Proprio in quel frangente, Susan, Lynette e Bree entrano in casa e capiscono ciò che si è appena verificato, ma Bree proibisce a Carlos di costituirsi per l’omicidio di Alejandro dato che l’uomo non era davvero armato della pistola di Gabrielle e che quest’ultima non ha mai denunciato il patrigno per le molestie, perciò le casalinghe aiutano Carlos a pulire il sangue e a nascondere il cadavere nella cassapanca del soggiorno poco prima dell’arrivo degli altri invitati alla festa; in tal modo, Bree ottiene il perdono di Carlos e il loro segreto sembra essere apparentemente al sicuro... per ora.
- Guest star: Darcy Rose Byrnes (Penny Scavo), Mason Vale Cotton (M.J. Delfino), Jason George (Edgar), Orson Bean (Roy Bender), Anita Barone (Doreen Vance), Tony Plana (Alejandro), Jonathan Cake (Detective Murphy).
- Ascolti USA: telespettatori 10.251.000 – share 10%[25]